# Tomášovce (Lučenec)
Tomášovce (ungarisch Losonctamási – bis 1902 Tamási) ist eine Gemeinde in der Südslowakei. Sie liegt im Talkessel Lučenská kotlina etwa 8 km von Lučenec entfernt.
Der Ort wurde 1247 erstmals schriftlich erwähnt. 
Er besitzt eine Haltestelle an der Bahnstrecke Zvolen–Košice.

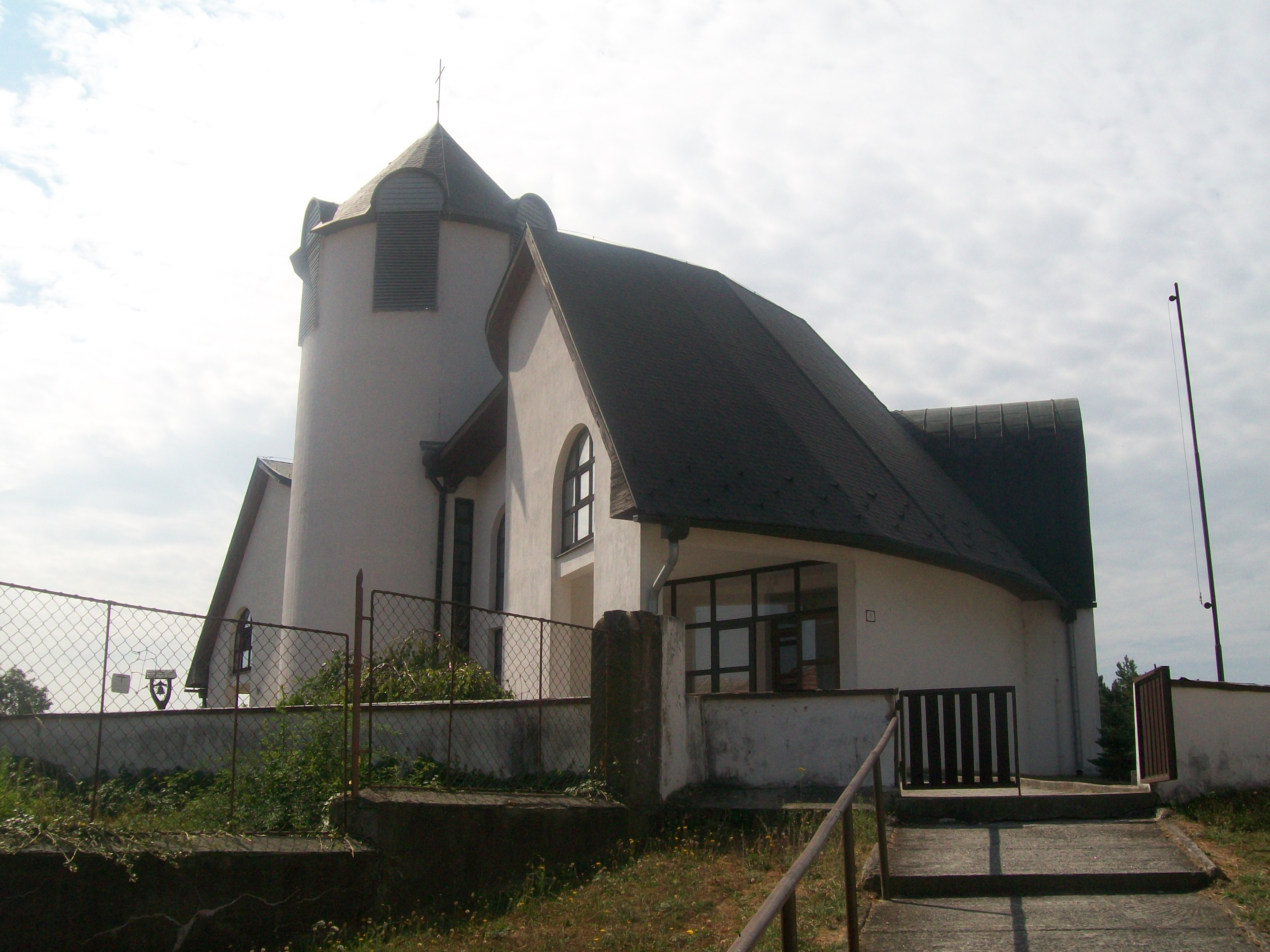
Evangelisch-lutherische Kirche in Tomášovce

## Bevölkerung
| Jahr                | 1994 | 2004    | 2014 | 2024    |
| ------------------- | ---- | ------- | ---- | ------- |
| Anzahl der Personen | 1511 | 1500    | 1395 | 1338    |
| Unterschied         |      | −0,72 % | −7 % | −4,08 % |

| Jahr                | 2023 | 2024    |
| ------------------- | ---- | ------- |
| Anzahl der Personen | 1335 | 1338    |
| Unterschied         |      | +0,22 % |